# Сигма¹ Большой Медведицы
Сигма1 Большой Медведицы (σ1 UMa) — одиночная звезда в созвездии Большой Медведицы. Обладает видимой звёздной величиной 5,14 и с трудом различима невооружённым глазом. Годичный параллакс равен 6,26 mas, расстояние от Солнца до звезды составляет около 520 световых лет. На данном расстоянии видимая звёздная величина ослабляется на 0,06 за счёт экстинкции межзвёздной пылью.
σ1 Большой Медведицы является звездой-гигантом спектрального класса K5 III на поздней стадии эволюции. Предположительно, является переменной звездой с амплитудой около 0,03 звёздной величины. Измеренный угловой диаметр звезды составляет после внесения поправки за потемнение к краю 2,67 ± 0,04 mas, что при известном расстоянии до звезды соответствует линейному радиусу около 46 радиусов Солнца. Светимость звезды составляет около 560 светимостей Солнца, эффективная температура внешних слоёв атмосферы составляет около 3940 K.